# Abdul Halik Hudu
Abdul Halik Hudu, född 19 mars 2000, är en ghanansk fotbollsspelare som spelar som mittfältare för GIF Sundsvall.

## Klubbkarriär

### Inter Allies
Hudu startade sin professionella fotbollskarriär hos Inter Allies i Ghana Premier League efter en uppflyttning från deras ungdomsakademi, Accra Youth FC.
Under sin debutsäsong 2016 spelade Hudu 19 matcher och etablerade sig snabbt som en förstalagsspelare. Vid slutet av säsongen blev han krönt "Årets mest lovande spelare" i Ghana Premier League. Han röstades även fram till "Supporters spelare av säsongen" hos Inter Allies.
Tidigt 2017 åkte Hudu på en två månaders prövning i Hammarby IF där han spelade i flera vänskapsmatcher för den svenska klubben. Han återvände till Inter Allies innan starten av säsongen i mars, och vann "matchens bästa spelare" i tre ligamatcher under säsongen. Han spelade totalt 37 matcher för Inter Allies över två säsonger, med två mål.

### Hammarby IF
I januari 2018 åkte Hudu till Sverige ännu en gång för prövning hos Hammarby IF. På den 26 mars, en vecka efter hans födelsedag, skrev Hudu under ett kontrakt för en total överföring till den Allsvenska klubben på ett tre-och-ett-halft års kontrakt. På den 23 augusti 2018 gjorde Hudu mål i sin debutmatch för Hammarby, en 3–0 vinst mot Carlstad United i Svenska Cupen.
2019 blev Hudu utlånad till Superettan-klubben IK Frej på ett 1-års kontrakt. Han spelade 26 matcher och gjorde 2 mål i säsongen som såg laget bli relegerade från svenska andradivisionen.
Den 28 juli 2020 blev Hudu utlånad till GIF Sundsvall för resterande del av säsongen. Han skrev även under ett nytt kontrakt för Hammarby som höll kvar honom i klubben i ett år till.

### Lyngby BK
Den 16 juli 2021 värvades Hudu av danska 1. division-klubben Lyngby BK, där han skrev på ett tvåårskontrakt. I mars 2022 kom Hudu överens med klubben om att bryta sitt kontrakt efter bristande speltid.

### AFC Eskilstuna
Kort efter att Hudu brutit sitt kontrakt i Lyngby skrev han på ett tvåårskontrakt med Superettan-klubben AFC Eskilstuna. Hudu debuterade och gjorde ett mål som inhoppare den 2 april 2022 i en 3–2-vinst över Jönköpings Södra.

### GIF Sundsvall
I december 2023 värvades Hudu av GIF Sundsvall, där han skrev på ett treårskontrakt.

## Landslagskarriär
Hudu har spelat för Ghanas U17 herrlandslag. Han var även kapten för sitt land i en 8–0 vinst mot Namibia i mars 2016.
2018 blev Hudu uppkallad av Ghanas U20 herrlandslag inför en 2019 Africa U-20 Cup of Nations kvalmatch mot Algeriet på den 11 maj.